# Arusha (region)
 For alternative betydninger, se Arusha (flertydig). (Se også artikler, som begynder med Arusha)
Arusha er en af Tanzanias 26 regioner. Regionhovedstaden og største by er Arusha, som ligger ved foden af Mount Meru, Tanzanias næst højeste bjerg. Ngorongoro er et naturbeskyttelsesområde i regionens vestlige dele som blev et af UNESCOs verdensarvsområder i 1979. Manyararegionen som grænser op til mod syd, var tidligere en del af Arusharegionen, men blev en selvstændig region i maj 2002. Regionen har et areal på 86.100 km², og havde i folketællingen i 2002 1.288.088 indbyggere.

## Distrikter
Regionen Arusha er inddelt i fem distrikter: Ngorogoro, Monduli, Karatu, Arumeru og Arusha.

## Eksterne kilder og henvisninger
1. ↑   Statoids, Regions of Tanzania

3°00′S 36°00′Ø / 3.000°S 36.000°Ø